# Manfred Kupferschmied
Manfred Kupferschmied (* 20. November 1941 in Brüx, Reichsgau Sudetenland) ist ein ehemaliger deutscher Fußballspieler, der in der DDR-Oberliga für den SC Aktivist Brieske-Senftenberg und den SC/FC Karl-Marx-Stadt spielte. Ab 1971 war er als Fußballtrainer sowohl in der Oberliga als auch in der zweitklassigen DDR-Liga tätig.

## Fußballspieler
Nachdem seine Familie nach dem Zweiten Weltkrieg aus der Tschechoslowakei ausgewiesen worden war, wuchs Manfred Kupferschmied in der Lausitzer Kleinstadt Weißwasser auf. In sportlicher Hinsicht war die Stadt seit den 1930er Jahren ostdeutsche Hochburg des Eishockeys. Entgegen dem Trend begann Kupferschmied jedoch als Zehnjähriger bei der Betriebssportgemeinschaft (BSG) Chemie Weißwasser Fußball zu spielen. Dort wurde er zum Mittelfeldspieler ausgebildet und 1959 im Alter von 17 Jahren zum regionalen Fußballschwerpunkt SC Aktivist Brieske-Senftenberg delegiert.
Im November 1959 wurde er erstmals in der Junioren-Fußballnationalmannschaft eingesetzt, wo er auf gewohnter Position im Mittelfeld Regie führen konnte. Bis 1960 kam er auf insgesamt sieben Juniorenländerspiele, später kamen drei Einsätze in der Nachwuchsauswahl und zwei Spiele in der B-Nationalmannschaft hinzu.
Erstmals in der 1. Männermannschaft des SC Aktivist wurde Kupferschmied 1960 eingesetzt. Er blieb bis zum Ende der Saison 1962/63 in Senftenberg, in dieser Spielzeit stieg seine Mannschaft nach 15 Jahren Zugehörigkeit in der DDR-Oberliga in die zweitklassige DDR-Liga ab. Dies war für Kupferschmied Anlass, nach 69 Oberligaspielen für den SC Aktivist die Lausitz zu verlassen, um beim SC Karl-Marx-Stadt weiter in der Oberliga zu spielen. Hier konnte er sich jedoch nicht richtig durchsetzen, innerhalb von drei Spielzeiten wurde er in den 78 Oberligapunktspielen der Karl-Marx-Städter nur 58 Mal aufgeboten.
So nahm Manfred Kupferschmied im Sommer 1966 erneut einen Wechsel vor und meldete sich in seiner alten Heimat bei der BSG Energie Cottbus an, die sich seit Jahren bemühte, in die Oberliga aufzusteigen. Dank seiner langjährigen Oberligaerfahrung wurde er schnell zum Führungsspieler der Lausitzer und übernahm später die Funktion des Mannschaftskapitäns. Die Qualität der Mannschaft reichte jedoch für höhere Ansprüche nicht aus, und so spielte Kupferschmied bis zum Ende seiner aktiven Laufbahn 1971 in der Zweitklassigkeit.

## Fußballtrainer
Bereits als Aktiver hatte Kupferschmied an der Leipziger Sporthochschule DHfK das Diplom als Fußballtrainer erworben. Unmittelbar nach Beendigung seiner Laufbahn als Fußballspieler übernahm er seine Mannschaft Energie Cottbus als Trainer. Was er als Spieler nicht schaffte, gelang ihm bereits in seinem zweiten Trainerjahr. 1973 hatte er Energie hinter der nicht aufstiegsberechtigten 2. Mannschaft des Berliner FC Dynamo auf Platz 2 in der Ligastaffel B geführt und damit die Aufstiegsrunde zur Oberliga erreicht. Dort erkämpfte sich seine Mannschaft Platz 2 hinter Stahl Riesa und hatte sich damit für die Oberliga qualifiziert. Es gelang Kupferschmied jedoch nicht, auf Dauer eine Mannschaft zu formen, die den Ansprüchen der Erstklassigkeit genügte. Am Ende der Saison 1973/74 stieg Energie wieder ab, um postwendend 1975 noch einmal aufzusteigen. Doch auch diesmal reichten die Kräfte nicht. Als die Mannschaft nach der Hinrunde der Saison 1975/76 auf einem Abstiegsplatz gelandet war, wurde Kupferschmied als Trainer entlassen.
Auch beim Oberligisten FC Karl-Marx-Stadt war man mit der Entwicklung nicht zufrieden, denn nach 20 Spieltagen stand die Mannschaft nur auf Platz 10. Da Kupferschmied in Karl-Marx-Stadt kein Unbekannter war, nutzte der FC die Gelegenheit, einen mit dem Umfeld vertrauten Trainer anstelle des erfolglosen Dieter Erler zu engagieren. Kupferschmied konnte jedoch an dem Zustand der Mannschaft nicht mehr viel ändern und kam am mit ihr Ende der Saison auf Platz 11 ein. Bis 1979 gelang es Kupferschmied, die Karl-Marx-Städter jeweils auf einen gesicherten Mittelfeldplatz zu führen. Als der FCK aber im Dezember 1980 sich wieder nur in der unteren Tabellenhälfte bewegte, war die Geduld der Clubführung am Ende, und Kupferschmied musste zum zweiten Mal seine Entlassungspapiere entgegennehmen.
Zu Beginn der Spielzeit 1982/83 übernahm er das Training des Lokalrivalen Sachsenring Zwickau, der mit seinem 12. Rang in der Vorsaison der Oberliga ebenfalls unzufrieden war. Die Mannschaft war jedoch in einem so desolaten Zustand, dass auch Kupferschmied den Abwärtstrend nicht stoppen konnte und im Sommer 1983 nach nur zwei Siegen in 26 Punktspielen in die DDR-Liga absteigen musste. 1983/84 wurde Zwickau zwar Staffelsieger, verpasste aber als 4. in der Aufstiegsrunde die Rückkehr in die Oberliga deutlich. Daraufhin musste Kupferschmied erneut seinen Platz als Trainer räumen.
Als sich anschließend weder in der Oberliga noch in der DDR-Liga ein neuer Trainerposten für Kupferschmied fand, setzte ihn der Fußballbezirks-Fachausschuss Karl-Marx-Stadt 1986 als Bezirkstrainer ein. In ähnlicher Funktion arbeitete Kupferschmied nach Einführung des DFB-Spielbetriebes in Ostdeutschland als Landestrainer für den Sächsischen Fußballverband bis zum Eintritt in das Rentenalter. Im Oktober 2006 wurde Kupferschmied in den Vorstand des Chemnitzer FC, Nachfolger des FC Karl-Marx-Stadt, gewählt, wo ihm die Verantwortung für den Sportbereich übertragen wurde.

## Laufbahn in der Übersicht
| Fußballspieler | Fußballspieler                  | Fußballspieler         |
| -------------- | ------------------------------- | ---------------------- |
| bis 1958       | BSG Chemie Weißwasser           | Nachwuchs              |
| 1959–1963      | SC Aktivist Brieske-Senftenberg | DDR-Oberliga           |
| 1963–1966      | SC/FC Karl-Marx-Stadt           | DDR-Oberliga           |
| 1966–1971      | BSG Energie Cottbus             | DDR-Liga               |
| Fußballtrainer |                                 |                        |
| 1971–1976      | BSG Energie Cottbus             | DDR-Liga, DDR-Oberliga |
| 1976–1980      | FC Karl-Marx-Stadt              | DDR-Oberliga           |
| 1982–1984      | BSG Sachsenring Zwickau         | DDR-Oberliga, DDR-Liga |
| 1986–1991      | BFA Karl-Marx-Stadt             | Bezirkstrainer         |
| 1991–2006      | Sächsischer VF                  | Landestrainer          |